# Georgina Leonidas
Georgina Leonidas (London, 1990. február 28. –) brit színésznő. 
Leginkább a Harry Potter-filmek Katie Bell-jeként ismert, ezen szerepet három filmben (Harry Potter és a Félvér Herceg, Harry Potter és a Halál ereklyéi 1., Harry Potter és a Halál ereklyéi 2.) alakította. Előtte a The Basil Brush Show című gyerekműsorban szerepelt egy Molly nevű karaktert alakítva.

## Élete és pályafutása
1990. február 28-án született Londonban. Apja görög, míg anyja angol származású, wales-i felmenőkkel. Két testvére van, Dimitri és Stephanie, akik szintén színészek.
Legelső szerepét 1999-ben kapta meg A nyomorultak című musicalben, ahol ő játszotta Cosettét.

## Filmográfia

### Filmek
| Év   | Cím                                 | Szerep       | Megjegyzés    | Forrás |
| ---- | ----------------------------------- | ------------ | ------------- | ------ |
| 2008 | Baghdad Express                     | Maya         | rövidfilm     | [ 4 ]  |
| 2009 | Driftwood                           | Barátnő      | YouTube-videó |        |
| 2009 | Harry Potter és a Félvér Herceg     | Katie Bell   |               | [ 2 ]  |
| 2009 | Kilenc                              | Matron lánya |               |        |
| 2010 | The Sky is Everywhere               | Lennie       | Könyvelőzetes |        |
| 2010 | Harry Potter és a Halál ereklyéi 1. | Katie Bell   |               | [ 5 ]  |
| 2011 | Harry Potter és a Halál ereklyéi 2. | Katie Bell   |               | [ 5 ]  |
| 2012 | Papadopoulos & Sons                 | Doktor       |               | [ 6 ]  |
| 2013 | Untouchable                         | Simone       | rövidfilm     | [ 7 ]  |

### Sorozatok
| Év        | Cím                  | Szerep         | Megjegyzés                                      | Forrás        |
| --------- | -------------------- | -------------- | ----------------------------------------------- | ------------- |
| 2002–2007 | The Basil Brush Show | Molly          | 62 epizód                                       | [ 8 ]         |
| 2007      | Holby Városi Kórház  | Ali Jarvis     | A "Stargazer" című részben                      | [ 9 ]         |
| 2009      | Myths                | Andra          | A "The Fall of Icarus" című részben             | .             |
| 2009      | New Tricks           | Kiraz Yilmaz   | A "Fresh Starts" című részben                   | [ 11 ]        |
| 2013      | Wizards vs Aliens    | Gemma Raven    | A "The Curse of Crowe" című kétrészes epizódban | [ 12 ] [ 13 ] |
| 2015      | Brown atya           | Emily Fletcher | A "The Truth in the Wine" című részben          | [ 14 ]        |

### Színház
| Év        | Cím                       | Szerep               | Megjegyzés | Helyszín                    | Forrás               |
| --------- | ------------------------- | -------------------- | ---------- | --------------------------- | -------------------- |
| 1999      | A nyomorultak             | Cosette              | London     |                             | [ 3 ]                |
| 2010      | First Time Voters         | Master of Ceremonies | London     | The Bush Theatre            | [ 15 ]               |
| 2012      | The Real Thing            | Debbie               | Leeds      |                             | [ 16 ]               |
| 2013      | That Face                 | Izzy                 | London     | The Landor Theatre, Clapham | [ 17 ]               |
| 2014      | Black Coffee              | Lucía Amory          | London     |                             | [ 18 ]               |
| 2014–2015 | A szépség és a szörnyeteg | Belle                | London     | Theatre Royal Windsor       | [ 19 ] [ 20 ] [ 21 ] |
| 2016      | Small Hours               | Millie               | London     | Theatre Royal Windsor       | [ 22 ]               |
| 2017      | Awful Auntie              | Stella               | London     | Richmond Theatre            |                      |

### Egyéb
| Év   | Cím                             | Szerep            | Megjegyzés      | Forrás |
| ---- | ------------------------------- | ----------------- | --------------- | ------ |
| 2009 | Harry Potter és a Félvér Herceg | Katie Bell (hang) | videójáték      |        |
| 2011 | Jessie Cave-videók              | változó szereplők | pindippy.com    | [ 23 ] |
| 2023 | Mia and the Dragon Princess     | Chloe (hang)      | interaktív film |        |